# 1414
Năm 1414 là một năm trong lịch Julius.